# Соліман (місто)
Соліман (араб. سليمان) — місто в Тунісі. Входить до складу вілаєту Набуль. Станом на 2004 рік тут проживало 29 060 осіб.